# 雪ヶ谷八幡神社
雪ヶ谷八幡神社（ゆきがやはちまんじんじゃ）は、東京都大田区東雪谷の石川台駅付近にある神社である。

## 概要
創建は永禄年中と誌され、北条左京太夫氏康の臣太田新六郎管内巡視の際、当所に於いて法華経曼荼羅の古碑を発掘し、その奇瑞におり八幡大菩薩を創祀すと伝う。
爾来、元亀・天正戦乱の世を経て慶長・元和の頃、円長寺・長慶寺の創建により別当として、二寺臨年に奉仕するところとなる。
旧中原街道沿道髄一の由緒深き神社として諸人の崇敬のもとに、文久3年2月社殿再建の業を起こし、明治3年11月拝殿造営、ついで明治23年再び工を起こし、明治28年11月25日本殿落成遷宮を行う。明治維新後の神仏分離により明治5年村社に列せられる。
昭和20年5月戦災により社殿焼失、昭和34年8月現社殿の造営なる。

## 氏子区域
「氏子区域」は、旧東京府荏原郡雪ヶ谷村全域で、現在の東雪谷、南雪谷、南千束の一部、石川町の一部となり、町会は希望ヶ丘、南雪、東雪、東中、石川台、笹丸の六ヶ町である。

## ギャラリー

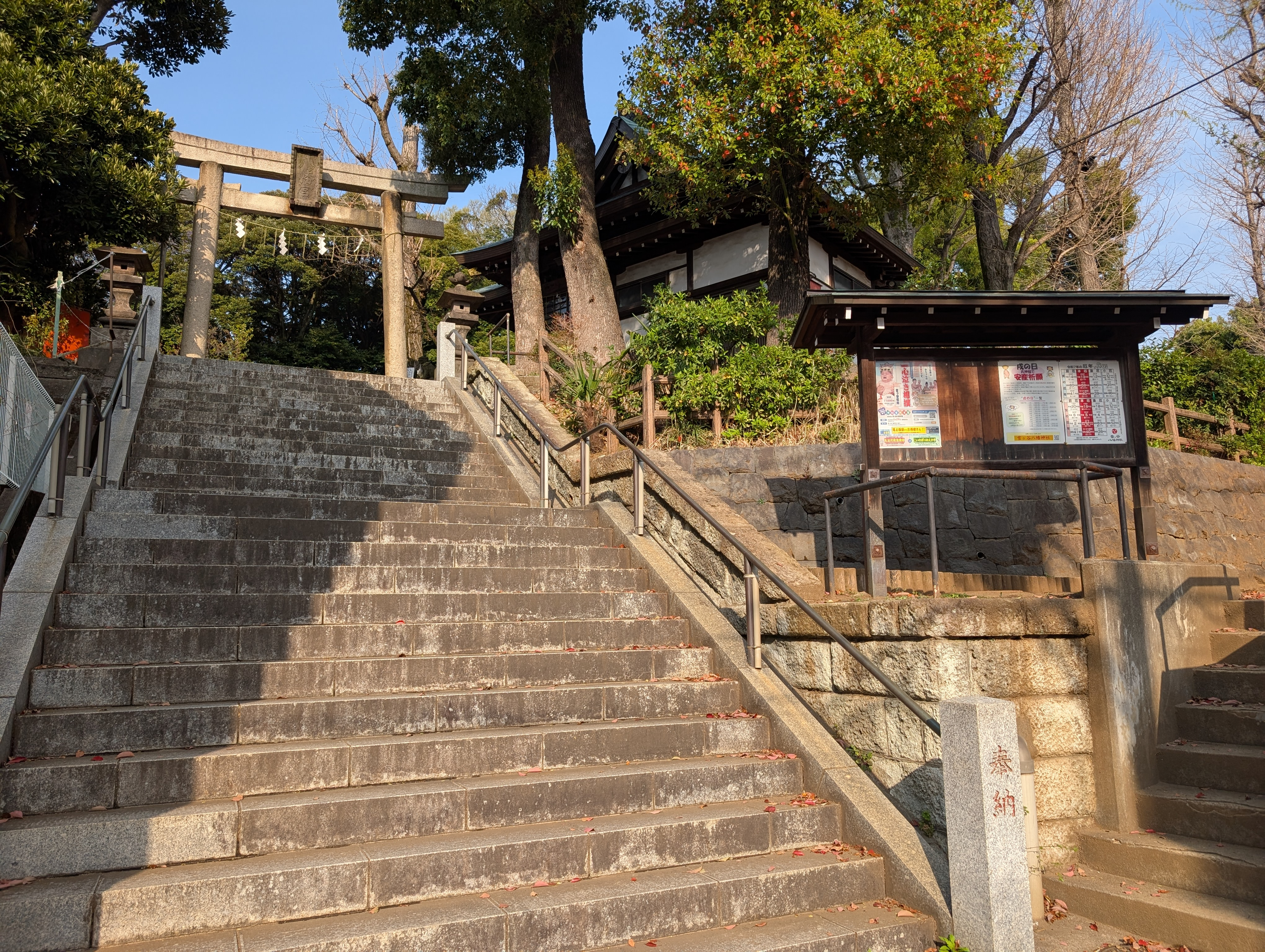
神社西側の石段と鳥居
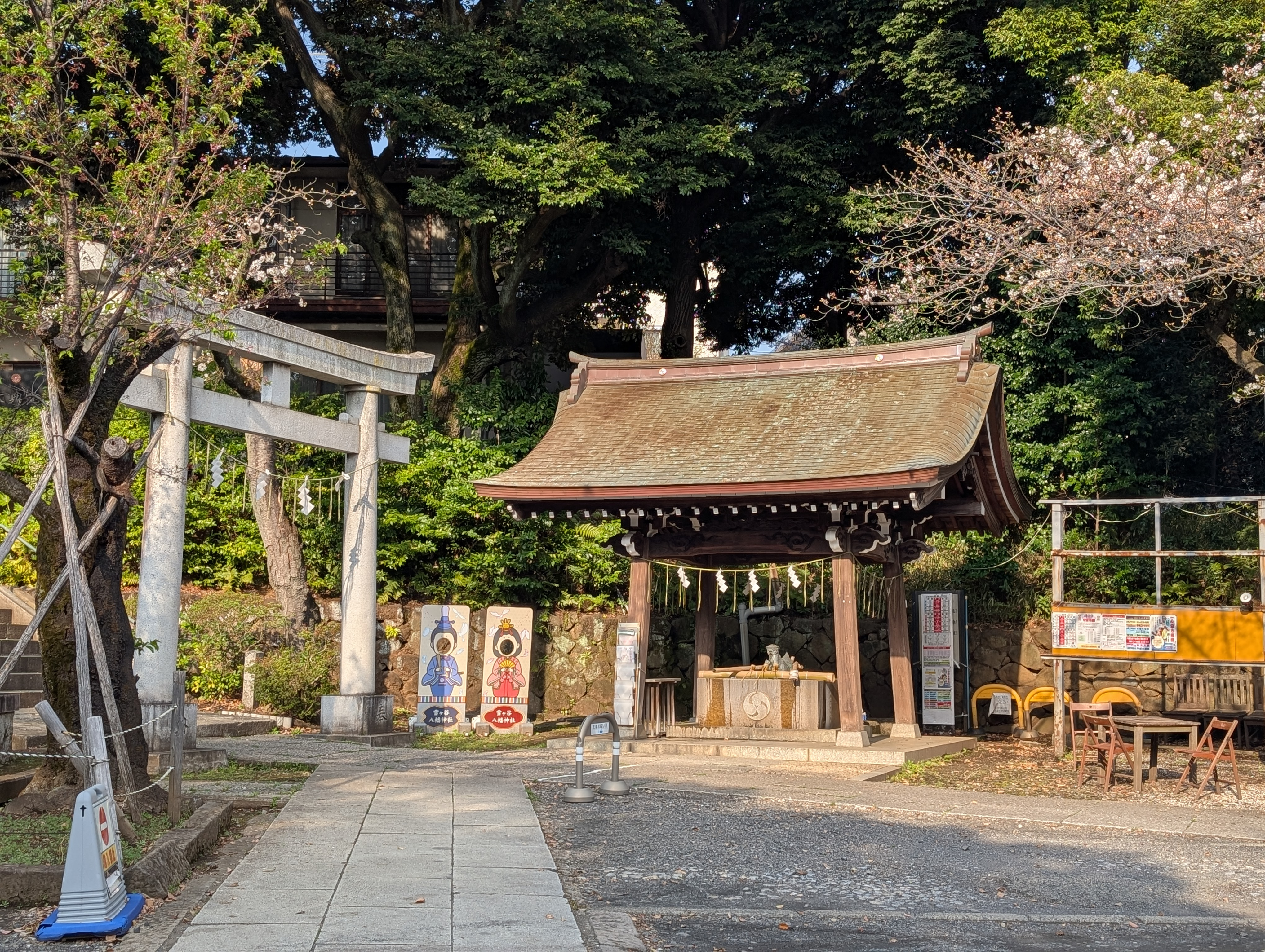
手水舎と拝殿へ向かう石段の前の鳥居
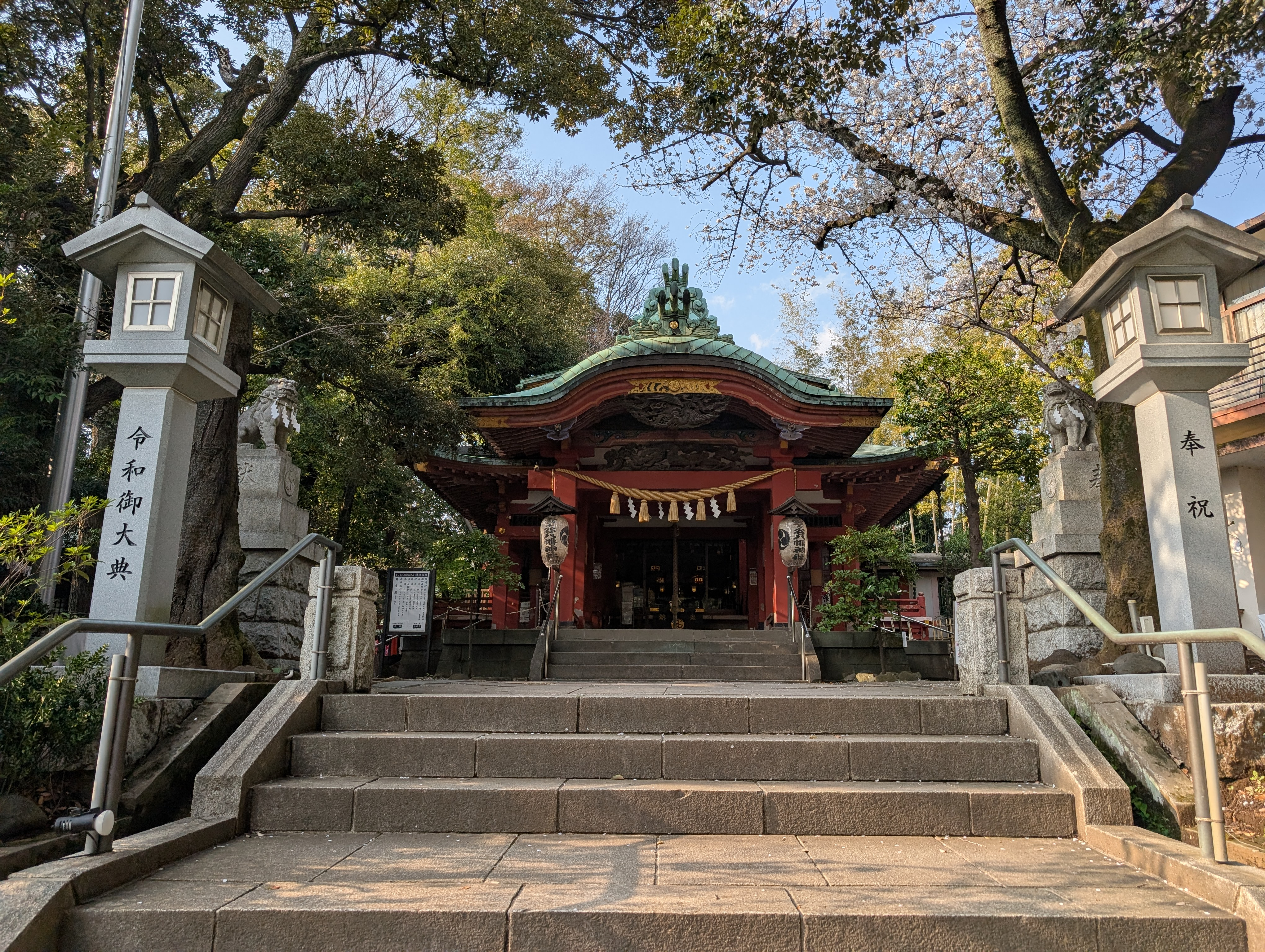
拝殿、右側は社務所
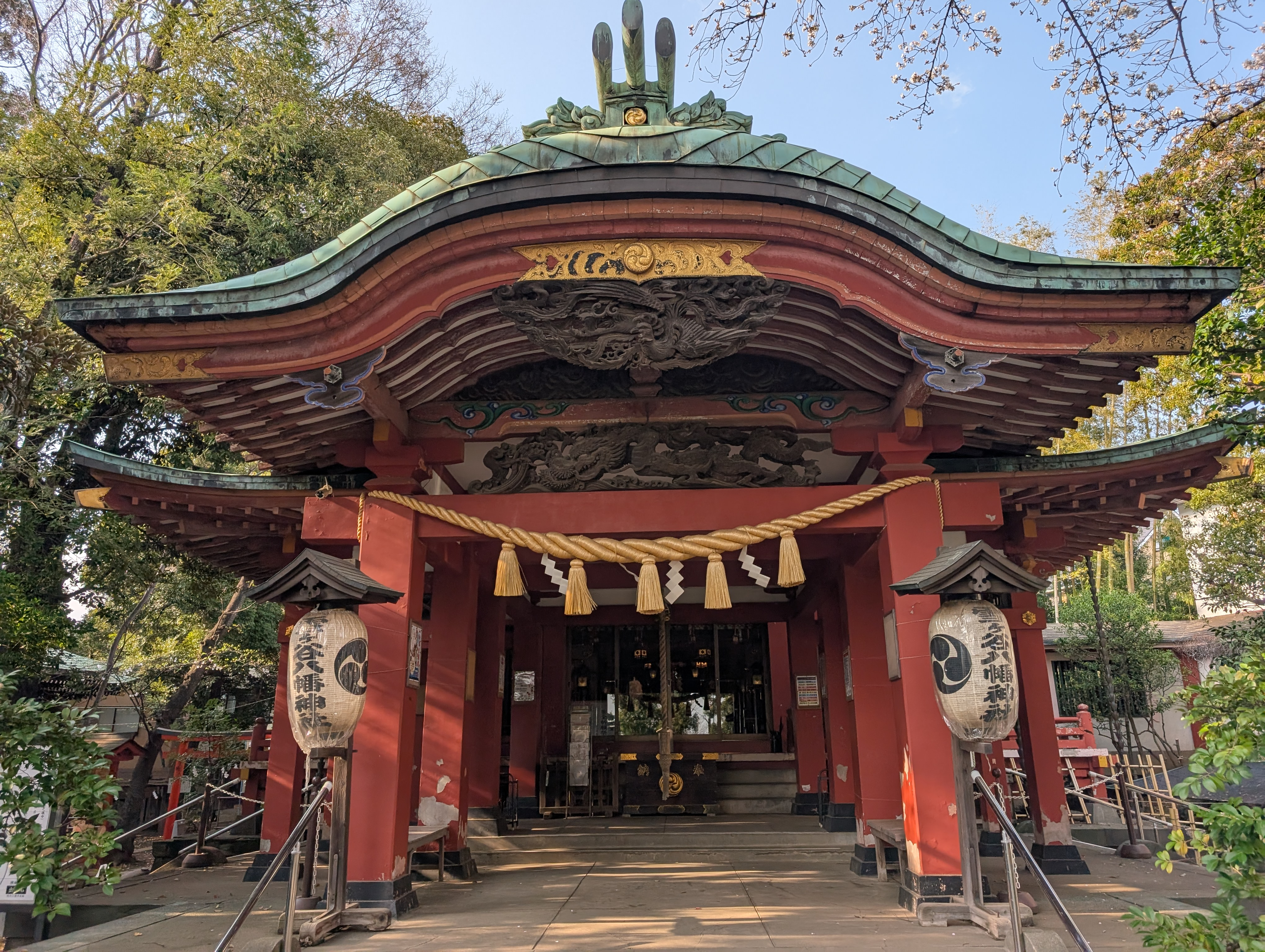
拝殿
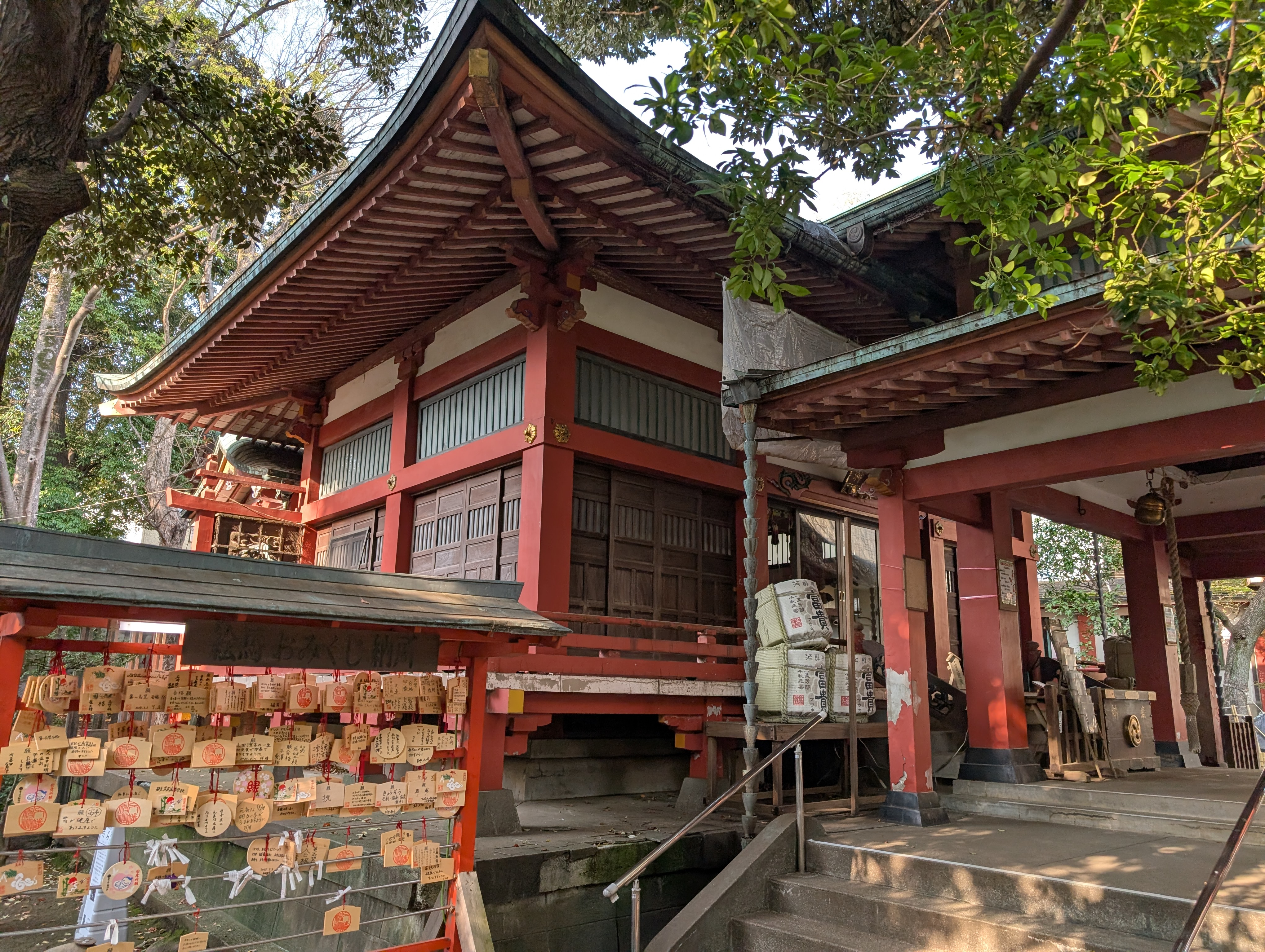
拝殿、左奥は本殿
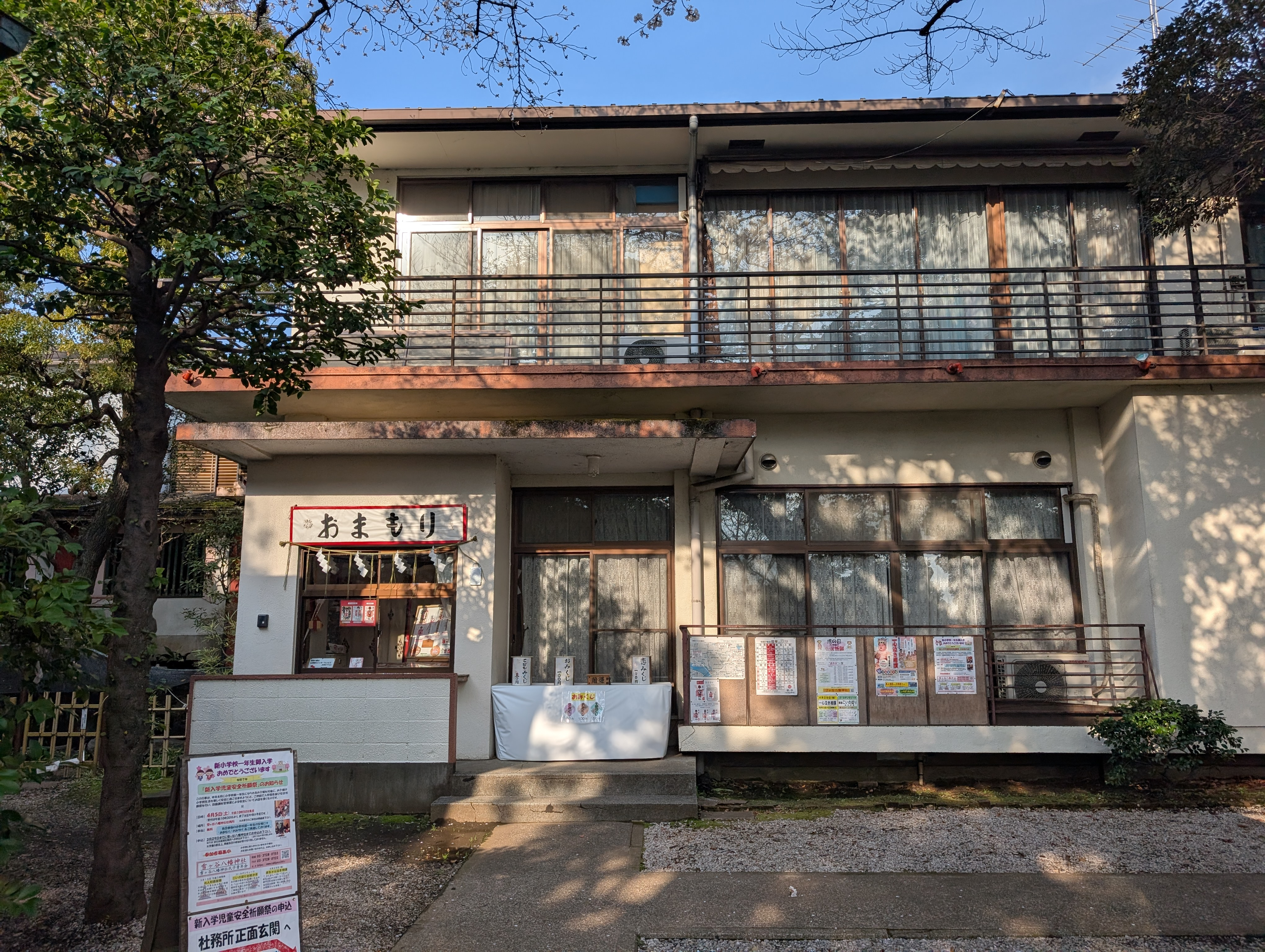
社務所
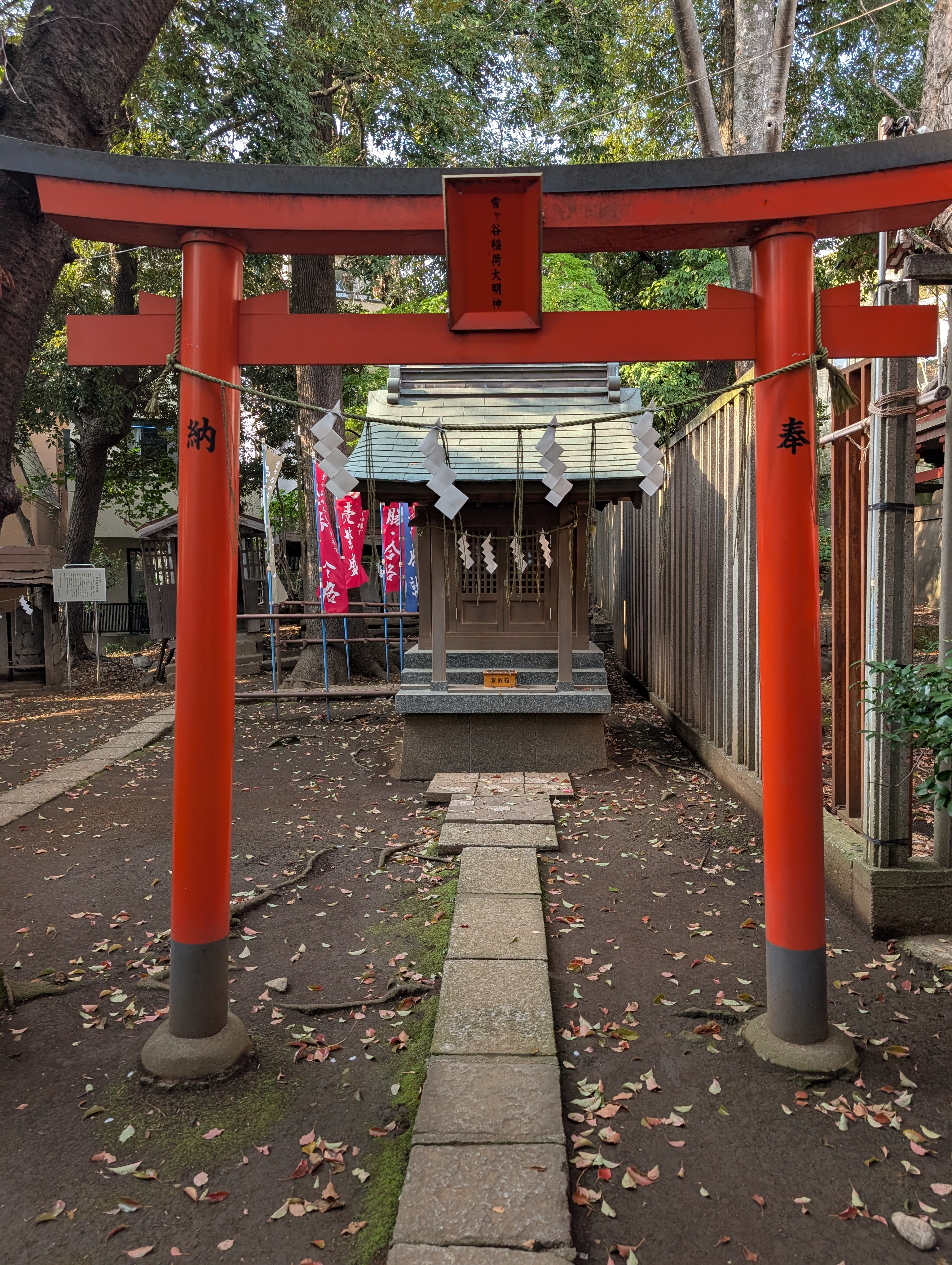
雪ヶ谷稲荷大明神
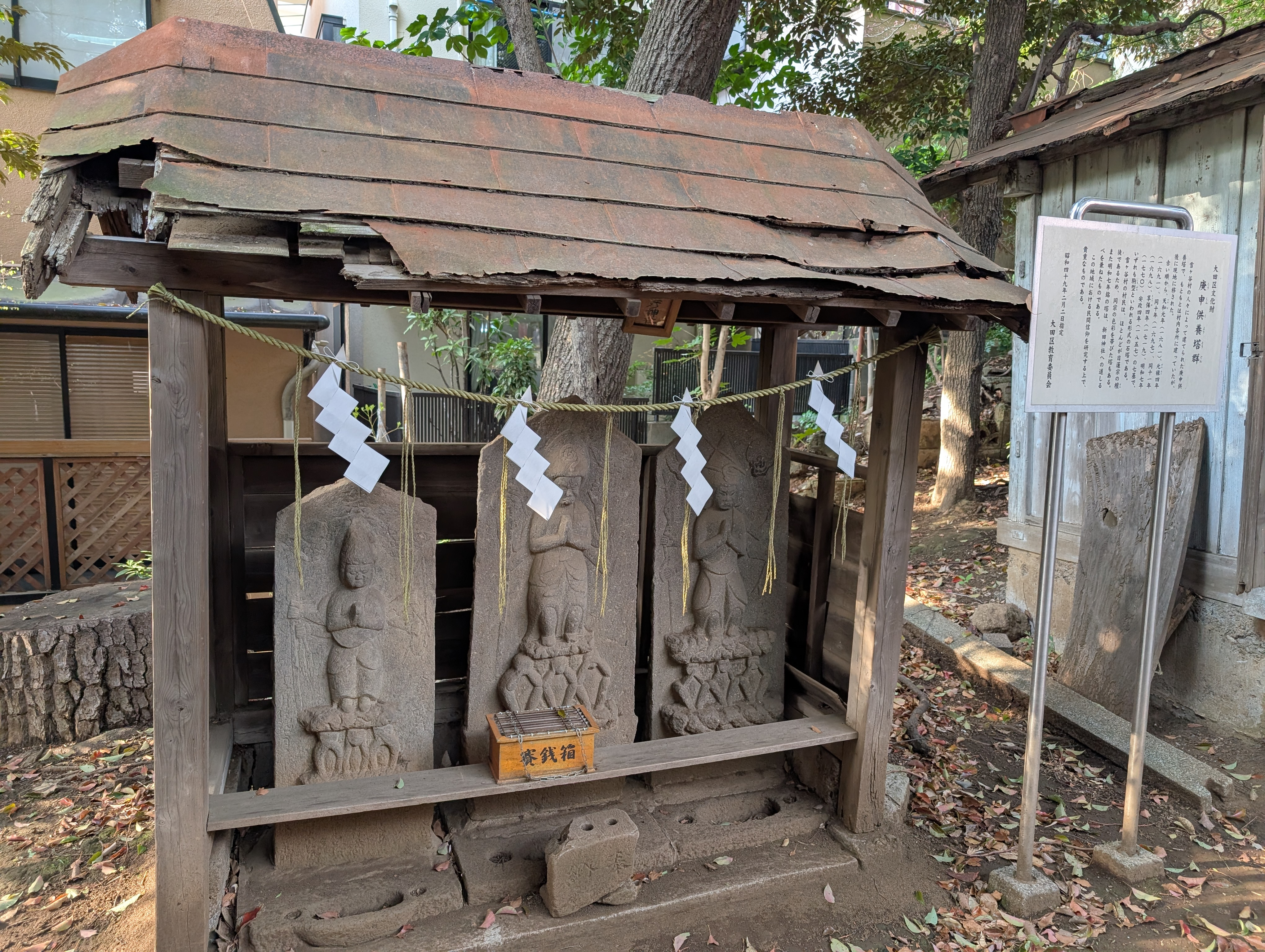
庚申供養塔群（大田区文化財）
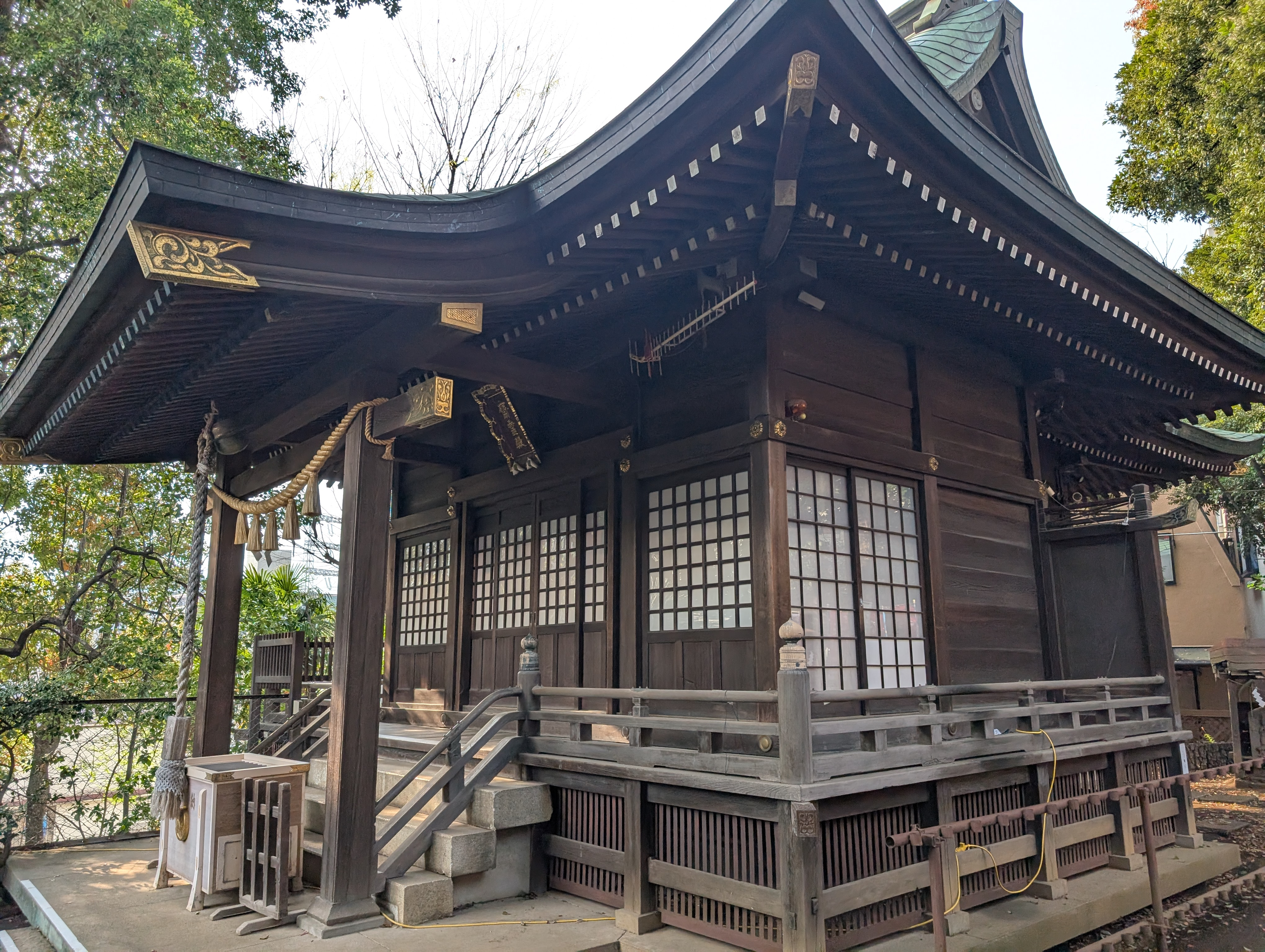
齋霊殿
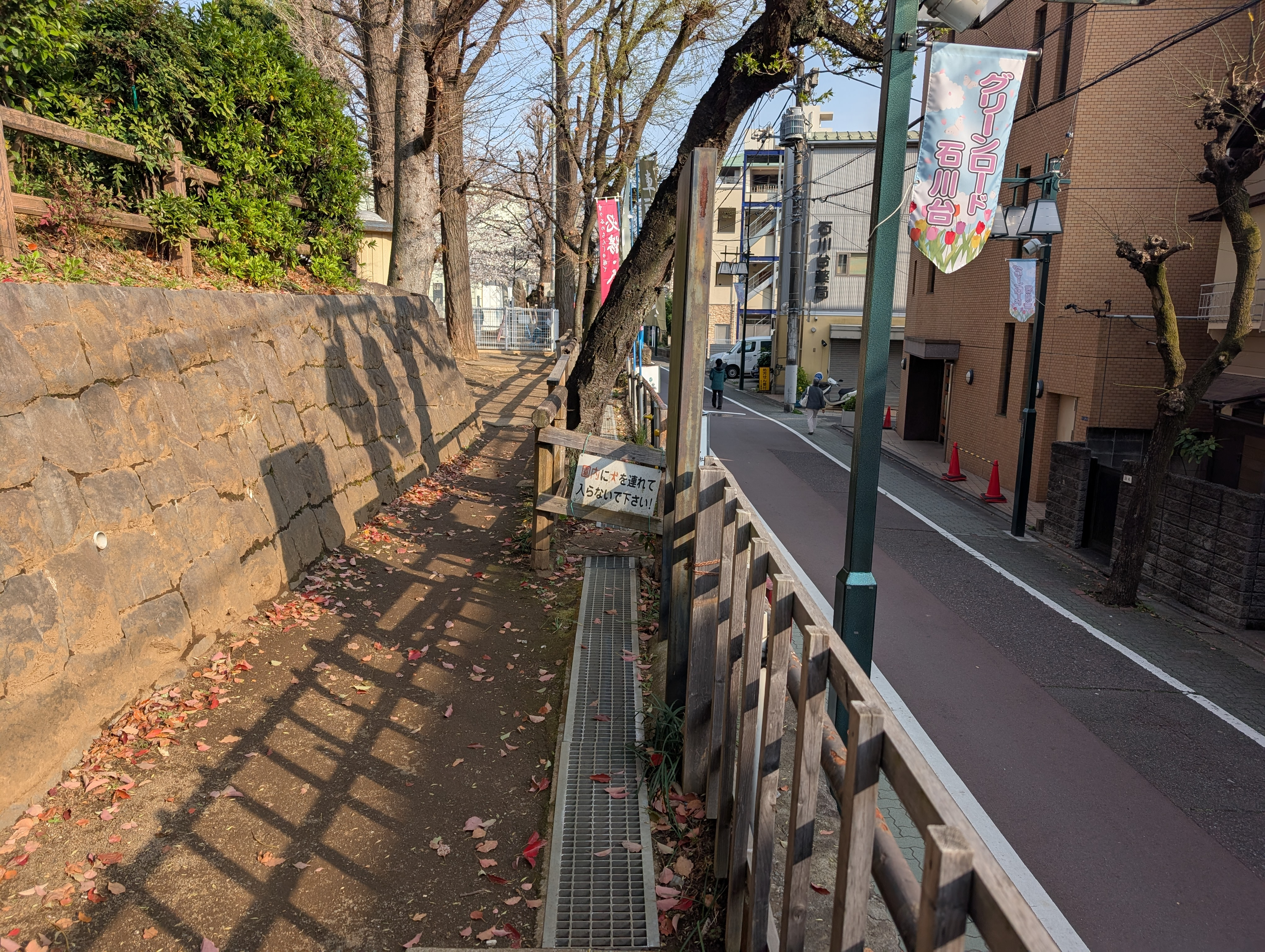
神社の周辺は狭い道となっている